# Markku Huhtamo
Markku Tapani Huhtamo, född 10 augusti 1946 i Rovaniemi, är en finländsk skådespelare.

## Filmografi (urval)
- 1977 – Harens år
- 1987 – Vihreän kullan maa
- 1989 – Vinterkriget
- 1998 – Tommy och lodjuret